# Серо Калдераро
Серо Калдераро је насеље у Италији у округу Катанија, региону Сицилија.
Према процени из 2011. у насељу је живело 54 становника. Насеље се налази на надморској висини од 295 м.